# Kanavasaari (ö i Södra Savolax)
Kanavasaari är en ö i Finland. Den ligger i sjön Kaita och i kommunen Nyslott i  landskapet Södra Savolax, i den sydöstra delen av landet, 300 km nordost om huvudstaden Helsingfors. Öns största längd är 30 meter i sydväst-nordöstlig riktning.